# Międzynarodowa Rada Harmonizacji Wymagań Technicznych dla Rejestracji Produktów Leczniczych Stosowanych u Ludzi
Międzynarodowa Rada Harmonizacji Wymagań Technicznych dla Rejestracji Produktów Leczniczych Stosowanych u Ludzi, ICH (od ang. International Council on Harmonisation of Technical Requirements for Registration of Pharmaceuticals for Human Use) – wspólne przedsięwzięcie organów regulacyjnych Unii Europejskiej, Stanów Zjednoczonych i Japonii oraz ekspertów przemysłu farmaceutycznego mające na celu ujednolicenie naukowych i technicznych aspektów rejestracji produktów leczniczych. Rezultatem prac Rady są zasady dobrej praktyki klinicznej.
Celem ICH jest zmniejszenie lub wyeliminowanie konieczności powtarzania testów przeprowadzonych w trakcie badań nad poszukiwaniem i rozwojem nowych leków, poprzez zalecanie sposobów osiągnięcia większej harmonizacji w zakresie interpretacji i stosowania wytycznych technicznych oraz wymagań dotyczących rejestracji produktu. Harmonizacja ma na celu doprowadzenie do bardziej oszczędnego wykorzystania zasobów ludzkich, zwierząt i środków oraz eliminacji zbędnych opóźnień w globalnym rozwoju i dostępności nowych leków, przy zachowaniu gwarancji jakości, bezpieczeństwa i skuteczności oraz poszanowaniu regulacji ochrony zdrowia publicznego.
Wytyczne ICH zostały przyjęte jako prawa w wielu krajach, natomiast w Stanach Zjednoczonych stanowią jedynie zalecenie dla Agencji Żywności i Leków.
Obecna nazwa obowiązuje od 23 października 2015 – wcześniej ICH było skrótowcem od początkowych wyrazów angielskiej nazwy International Conference on Harmonisation of Technical Requirements for Registration of Pharmaceuticals for Human Use (w skrócie „Międzynarodowa Konferencja ds. Harmonizacji”).